# Peruanischer Salbei
Der Peruanische Salbei (Salvia discolor), auch Schwarzer Salbei und Schwarzer Peru-Salbei genannt, ist eine Pflanzenart aus der Gattung Salbei (Salvia) innerhalb der Familie der Lippenblütler (Lamiaceae). Der immergrüne Halbstrauch ist in einer peruanischen Bergregionen beheimatet und wird selten als Zierpflanze in Gärten gehalten. Die Pflanze wird etwa 50–90 cm hoch und meist über einen Meter breit. Als ausdauernde, aber nicht winterharte Zierpflanze muss sie im gemäßigten Klima Europas frostfrei überwintert werden.

## Beschreibung

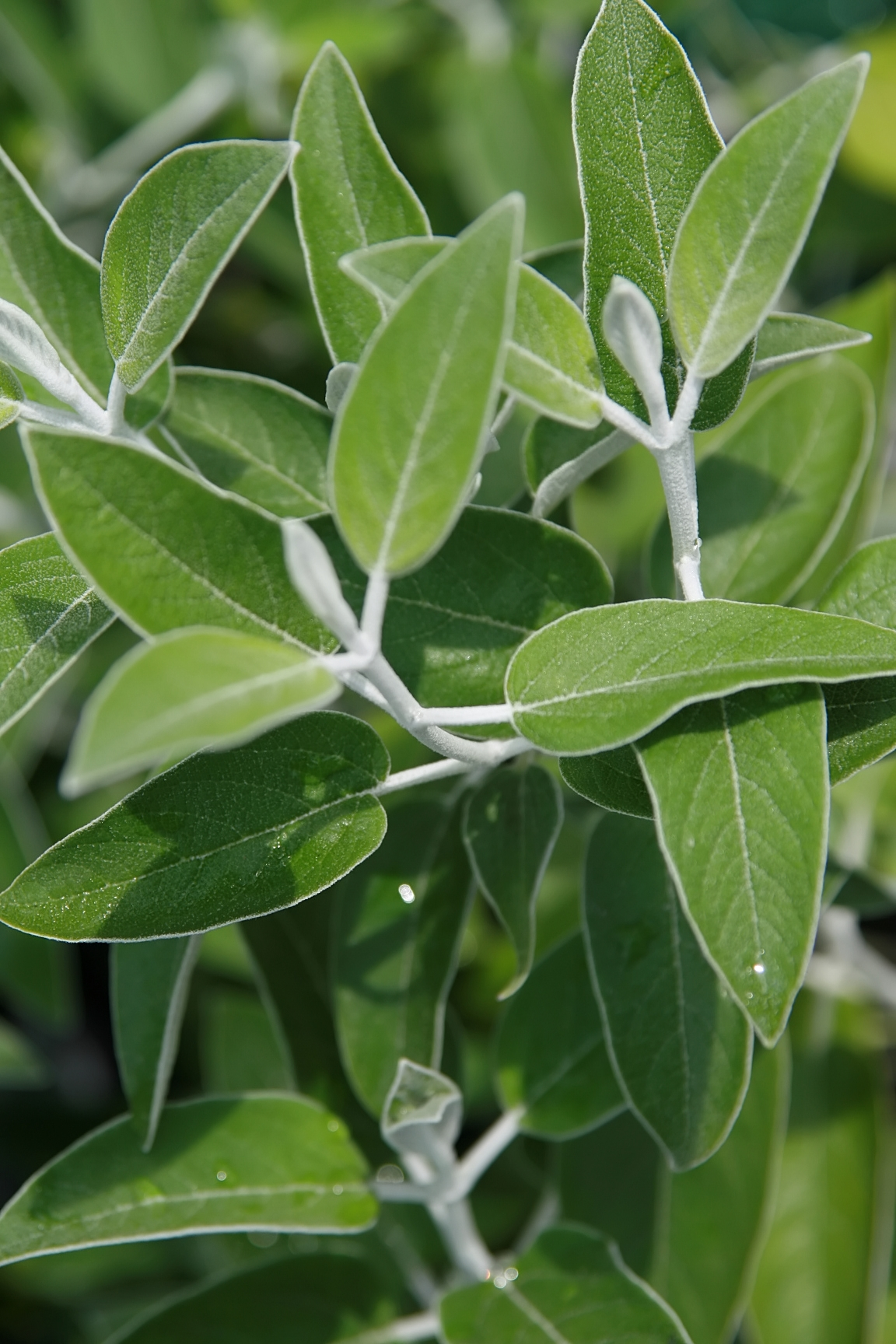
Blätter des Peruanischen Salbeis

### Vegetative Merkmale
Der Peruanische Salbei ist ein immergrüner Halbstrauch mit vielen dünnen, locker verzweigten, schlaffen und meist gebogenen, weißlich drüsig-behaarten Stängeln. Die gestielten, einfachen, länglich-eiförmigen, 6–10 cm langen und bis 4 cm breiten, ganzrandigen, am Grund gerundeten Laubblätter sind oberseits grün und leicht glänzend, unterseits weiß-pelzig behaart.

### Generative Merkmale
Der endständige, bis 30 cm lange Blütenstand ist eine aufrechte bis überhängende, lockere Traube mit oft einseitig gewendeten Scheinquirlen von jeweils 2 bis 8 gestielten Blüten mit doppelter Blütenhülle. Der verwachsene, breit abgeflachte, zweilippige, blassgrüne Blütenkelch ist hellfilzig behaart. Die 20–30 mm lange, samtig dunkelviolette, fast schwarze Blütenkrone ist zu einer 13–19 mm langen Blütenröhre verwachsen und endet zweilippig, wobei die schmale obere Kronlippe etwas kürzer ist als die breite, dreilappige, 8–16 mm lange untere Kronlippe. Die Blütenkrone ist meist nach unten geneigt und wird vom breiten Blütenkelch weitgehend verdeckt. Die oberen Pflanzenteile sind drüsig-klebrig und duften bei Berührung herb-aromatisch nach Schwarzer Johannisbeere. Es werden kleine ovale Klausenfrüchte gebildet.

## Ökologie
Die Blüten des Peruanischen Salbeis haben sowohl melittophile als auch ornithophile Eigenschaften. Die Blüten weisen zwar keine Saftmale auf, zeigen sich aber mit der großen unteren Kronlippe, der kurzen bis mittelgroßen Blütenröhre und dem zuckerreichen Nektar weitgehend melittophil. Wegen ihrer großen Nektarmenge sind die Blüten aber auch für Kolibris sehr attraktiv. Oftmals beißen Hummeln eine seitliche Öffnung in die Blüten, um sich einen direkten Zugang zum Nektar zu verschaffen, ohne die Blüte zu bestäuben („Nektarraub“).

## Vorkommen
Der Peruanische Salbei ist ausschließlich in der peruanischen Region Piura beheimatet, wo es sehr feucht und ganzjährig frostfrei ist. Am natürlichen Standort besiedelt die Pflanze sonnige bis halbschattige Waldränder auf lockeren, humusbedeckten Mineralböden.

## Verwendung
Der Peruanische Salbei eignet sich gut für sonnige bis halbschattige Plätze in großzügigen Sommerrabatten, noch besser aber für Kübel, Hochbeete oder Blumenampeln, da die von den Blütenkelchen umhüllten, hängenden Blütenkronen von weitem oder von oben kaum wahrzunehmen sind. Die Pflanze benötigt einen geschützten Standort mit viel Wärme, Licht und durchlässiger, humusreicher Gartenerde, die gleichmäßig frisch sein sollte. Als Winterhärte wird meist −1 °C (Zone 10a) angegeben. Der Salbei kann wie eine einjährige Pflanze verwendet werden, lässt sich aber auch zurückgeschnitten oder in Form von Stecklingen in einem hellen, frostfreien Raum überwintern.
Die Blüten können zum Dekorieren und zum Würzen von Blatt- und Fruchtsalaten verwendet werden. Sie enthalten viel Saccharose, Glucose und Fructose und schmecken fruchtig nach Schwarzer Johannisbeere und Pinienkernen. Aus den Blüten und Blättern kann man auch einen aromatischen Kräutertee bereiten. In der traditionellen peruanischen Medizin wird die Pflanze zur Behandlung von Husten und gegen Infektionen bei der Geburt genutzt. Die Hauptkomponenten des aus der Pflanze gewonnenen ätherischen Öls sind Intermedeol (57 %), β-Caryophyllen (18 %), Germacren D (4 %), α-Caryophyllen (Humulen) (3 %) und Linalool (3 %). Diese Verbindungen wurden schon vielfach auf ihre pharmakologischen Eigenschaften untersucht. So können Intermedeol und Linalool beispielsweise zur Abwehr von Stechmücken eingesetzt werden, Germacren D und Caryophyllene wirken entzündungshemmend.

## Systematik
Die Erstveröffentlichung von Salvia discolor erfolgte 1818 durch Karl Sigismund Kunth in Nova genera et species plantarum, Band 2, S. 294. Der artspezifische Namensteil discolor bedeutet „verschiedenfarbig, zweifarbig“ und bezieht sich hier auf die kontrastreichen Blätter (oberseits hellgrün, unterseits weißlich) und Blüten (silbriger Kelch, fast schwarze Blütenkrone). Synonyme sind Salvia bonplandiana F.Dietr. (1821) und Salvia nigricans Hemsl. (1883).
Salvia discolor wird der Salvia-Untergattung Calosphace zugeordnet. Diese besteht aus fast 500 in Amerika beheimateten Arten, mit Zentren der Artenvielfalt in Mexiko, in der Andenregion, im Süden Brasiliens und in Argentinien.